# Palau Farnese
El palau Farnese, del segle xvi, domina l'homònima plaça a Roma. És l'actual ambaixada de França.
El projecte originari del palau és degut a Antonio da Sangallo el Jove, per encàrrec del cardenal Alexandre Farnese (futur papa Pau III), que entre el 1495 i el 1512 va comprar el palau Ferriz i altres edificis que es troben a l'àrea. Els treballs, iniciats el 1514, es van interrompre pel saqueig de Roma (1527) i van ser represos el 1541, després de l'accés al papat del cardenal Farnese, amb modificacions sobre el projecte originari a càrrec del mateix Sangallo.

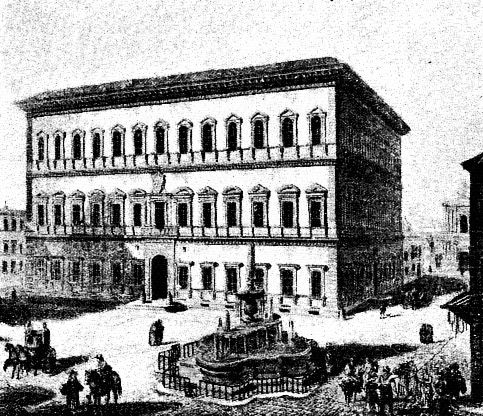
El palau Farnese, en un gravat de Giuseppe Vasi,

Després de la mort de Sangallo el 1546, els treballs van prosseguir sota la direcció de Miquel Àngel: a ell sembla deure's la cornisa que delimita superiorment la façana, el balcó sobre el portal central amb l'acabament de gran part del pati interior. La mort del papa n'interromp novament els treballs l'any 1549.
Altres treballs van ser iniciats per Ranuccio Farnese, net del papa. Entre el 1565 i el 1575 són dirigits per Jacopo Vignola. Finalment, a Giacomo della Porta, cridat pel segon cardenal Alexandre Farnese, un altre net del papa, es deu la part posterior amb la façana cap al Tíber, completada el 1589 i que hauria hagut de ser lligada amb un pont mai realitzat amb la vil·la Chigi (o "Farnesina"), adquirida el 1580 sobre la riba oposada.
El palau es troba en una plaça adornada per fonts que van tornar a utilitzar banyeres de granit provinents de les termes de Caracal·la. La façana, de maons amb arestes en travertí (56 m de costat), s'articula en tres. Les tretze finestres de cada pis presenten diferents decoracions i les de la planta noble estan coronades amb frontons alternativament curvilinis i triangulars. Una recent restauració ha posat de manifest una decoració obtinguda amb l'ús de maons grocs i vermells en alguna part de la façana.

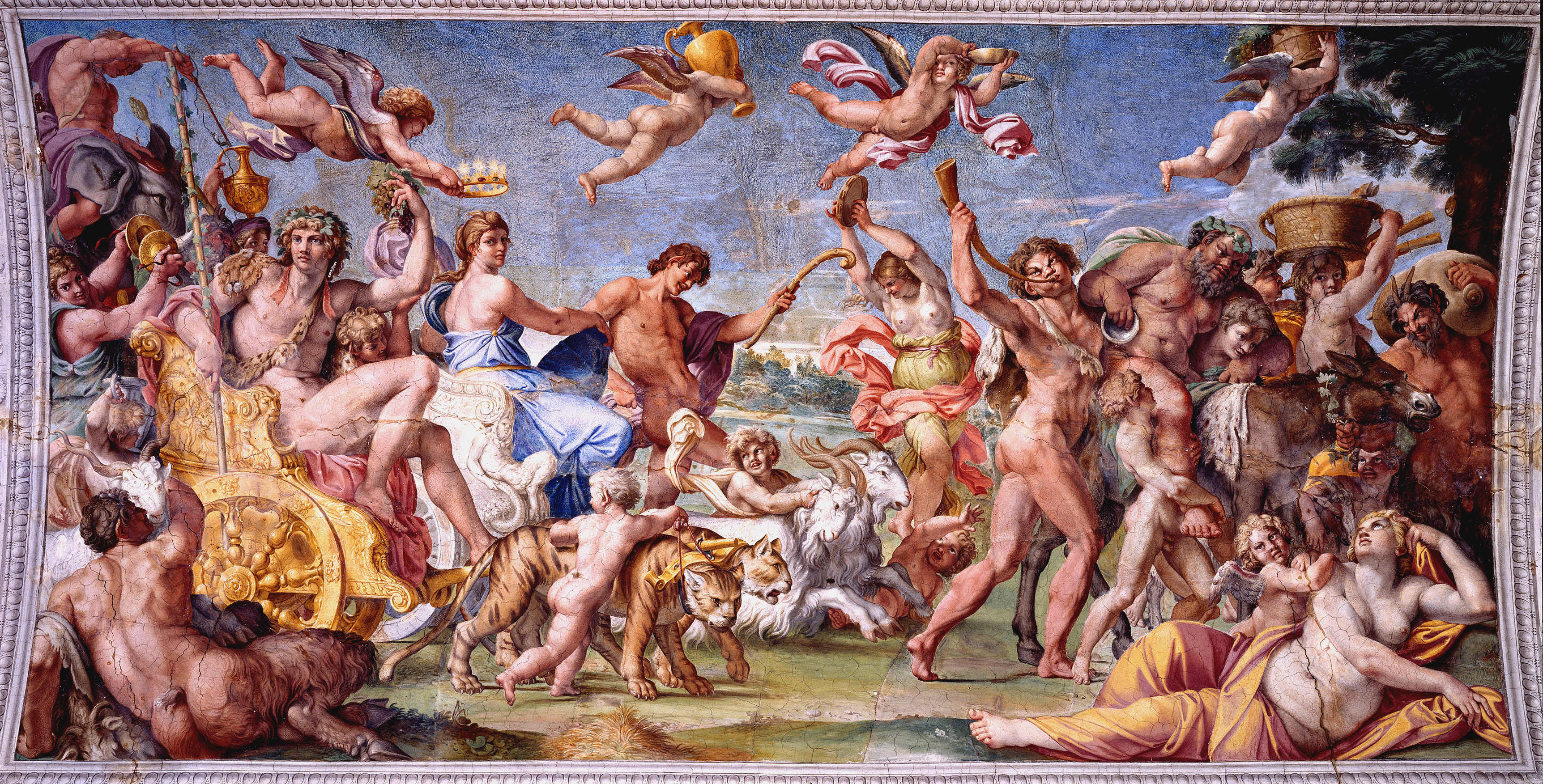
El triomf de Bacus i Ariadna, detall del mural d'Annibale Carracci

A l'interior, es passa a través d'un vestíbul amb voltes i tres naus separades per columnes d'ordre dòric en granit vermell.
La decoració interna n'és particularment refinada. La cambra del Cardenal ja va ser pintada el 1547 per Daniele da Volterra (fresc superior), mentre que la sala dels fastos Farnesis va ser pintada per Francesco Salviati entre el 1552 i el 1556 i completada per Taddeo Zuccari des del 1563. Es deuen a Annibale Carracci els frescs del Camerino, realitzats el 1595 i de la Galeria (20 m de longitud i 6 m d'amplada), amb estucs i pintures mitològiques realitzats al costat del seu germà Agostino, entre 1597 i 1601: en el centre de la volta es troba El triomf de Bacus i Ariadna. Aquests frescs van ser fonamentals en l'aprenentatge de Rubens i de moltíssims altres artistes.
A la sala d'Hèrcules es conservava l'estàtua de l'Hèrcules Farnese, actualment al Museu Arqueològic Nacional de Nàpols, al costat d'altres nombroses escultures de la col·lecció Farnese. També s'hi trobaven l'estàtua de la Pietat i de l'abundància, obra de Giacomo della Porta, destinades inicialment a la tomba de Pau III.